# Oryctanthus phthirusoides
Oryctanthus phthirusoides är en tvåhjärtbladig växtart som beskrevs av C.T. Rizzini. Oryctanthus phthirusoides ingår i släktet Oryctanthus och familjen Loranthaceae. Inga underarter finns listade i Catalogue of Life.